# Isòtops del fermi
El fermi (Fm) no té cap isòtop estable. S'han caracteritzat 19 radioisòtops, els més estables dels quals són el 257Fm, amb un període de semidesintegració de 100,5 dies, el 252Fm, amb un període de semidesintegració de 25,39 hores i el 255Fm, amb un període de semidesintegració de 20,07 hores. La resta d'isòtops radioactius tenen període de semidesintegració inferiors a les 5,4 hores, i la majoria d'ells inferiors als 3 minuts. Aquest element també presenta 1 isòmer nuclear, el 250mFm amb un període de semidesintegració d'1,8 segons. Els isòtops del fermi varien en massa atòmica del 242,073 u del 242Fm fins als 259,101 u del 259Fm.

## Taula
| Símbol del núclid | Z(p)                | N(n)                | massa isotòpica(u)  | període de semidesintegració | Espín nuclear | composició isotòpics representativa (fracció molar) | rang de variació natural (fracció molar) |
| Símbol del núclid | energia d'excitació | energia d'excitació | energia d'excitació | període de semidesintegració | Espín nuclear | composició isotòpics representativa (fracció molar) | rang de variació natural (fracció molar) |
| ----------------- | ------------------- | ------------------- | ------------------- | ---------------------------- | ------------- | --------------------------------------------------- | ---------------------------------------- |
| 242Fm             | 100                 | 142                 | 242.07343(43)#      | 0.8(2) ms                    | 0+            |                                                     |                                          |
| 243Fm             | 100                 | 143                 | 243.07435(23)#      | 210(60) ms [0.18(+8-4) s]    | 7/2-#         |                                                     |                                          |
| 244Fm             | 100                 | 144                 | 244.07408(30)#      | 3.3(5) ms                    | 0+            |                                                     |                                          |
| 245Fm             | 100                 | 145                 | 245.07539(30)#      | 4.2(13) s                    | 1/2+#         |                                                     |                                          |
| 246Fm             | 100                 | 146                 | 246.07530(4)        | 1.1(2) s                     | 0+            |                                                     |                                          |
| 247Fm             | 100                 | 147                 | 247.07685(15)#      | 29(1) s                      | (7/2+)        |                                                     |                                          |
| 248Fm             | 100                 | 148                 | 248.077195(13)      | 36(2) s                      | 0+            |                                                     |                                          |
| 249Fm             | 100                 | 149                 | 249.07903(11)#      | 2.6(7) min                   | (7/2+)#       |                                                     |                                          |
| 250Fm             | 100                 | 150                 | 250.079521(13)      | 30(3) min                    | 0+            |                                                     |                                          |
| 250mFm            | 1500(300)# keV      | 1500(300)# keV      | 1500(300)# keV      | 1.8(1) s                     | 7,8#          |                                                     |                                          |
| 251Fm             | 100                 | 151                 | 251.081575(9)       | 5.30(8) h                    | (9/2-)        |                                                     |                                          |
| 251mFm            | 191(2) keV          | 191(2) keV          | 191(2) keV          | 15.2(23) µs                  | (5/2+)        |                                                     |                                          |
| 252Fm             | 100                 | 152                 | 252.082467(6)       | 25.39(4) h                   | 0+            |                                                     |                                          |
| 253Fm             | 100                 | 153                 | 253.085185(4)       | 3.00(12) d                   | (1/2)+        |                                                     |                                          |
| 254Fm             | 100                 | 154                 | 254.0868542(30)     | 3.240(2) h                   | 0+            |                                                     |                                          |
| 255Fm             | 100                 | 155                 | 255.089962(5)       | 20.07(7) h                   | 7/2+          |                                                     |                                          |
| 256Fm             | 100                 | 156                 | 256.091773(8)       | 157.6(13) min                | 0+            |                                                     |                                          |
| 257Fm             | 100                 | 157                 | 257.095105(7)       | 100.5(2) d                   | (9/2+)        |                                                     |                                          |
| 258Fm             | 100                 | 158                 | 258.09708(22)#      | 370(14) µs                   | 0+            |                                                     |                                          |
| 259Fm             | 100                 | 159                 | 259.1006(3)#        | 1.5(3) s                     | 3/2+#         |                                                     |                                          |
| 260Fm             | 100                 | 160                 | 260.10268(54)#      | 1# min                       | 0+            |                                                     |                                          |